# Tantalate de lutécium
Le tantalate de lutécium est un composé chimique, tantalate de lutécium,  de formule LuTaO4. Avec une masse volumique de 9,81 g/cm3, c'est le matériau blanc ne contenant pas de radioélément le plus dense connu (bien que le dioxyde de thorium ThO2 soit aussi blanc et possède une masse volumique plus élevée, de 10 g/cm3, il est radioactivement instable ; bien qu'il ne soit pas assez radioactif pour en faire un matériau instable, sa faible radioactivité est encore trop importante pour certains usages tels que des phosphores pour détecter des radiations ionisantes). La couleur blanche et la densité élevée de LuTaO4 en fait un matériau idéal pour une utilisation comme phosphore, bien que le prix élevé du lutécium soit un frein à son utilisation,.

## Propriétés
Dans des conditions normales, LuTaO4 a une structure cristalline monoclinique de type fergusonite (notée M' ; symbole de Pearson mP12, Groupe d'espace = P2/a, No 13). Elle peut être transformée en structure I2/a (M) par recuit à 1600 °C. Les deux structures sont stables dans des conditions normales. Dans la structure M', l'atome de lutécium est en coordination 8 avec l'oxygène et forme un antiprisme distordu avec une symétrie de site C2. La structure du tantalate de lutécium est identique à celle du tantalate d'yttrium (YTaO4) et du tantalate de gadolinium (GdTaO4).
Le tantalate de lutécium seul est faiblement fluorescent. Une émission brillante est obtenue en incorporant une faible quantité (environ 1 %) de dopants variés de terre rare lors de la croissance du cristal, par exemple, avec l'europium (raie rouge étroite à 610 nm), le samarium (rouge : 610 nm), le terbium (jaune-vert : raies à 495 et 545 nm), le praséodyme (rouge : 615 nm), le thulium (bleu : 455 nm), le dysprosium (orange : 580 nm) ou le niobium (bleu : 400 nm, pic large). L'émission est plus efficacement excitée par des électrons, des rayons X ou de la lumière ultraviolette à 220 nm. La densité élevée de LuTaO4 favorise l'excitation par des rayons X, qui présentent une absorption plus forte et plus efficace dans LuTaO4, comparé à d'autres matériaux. LuTaO4 montre également de la thermoluminescence — il brille dans l'obscurité lorsqu'il est chauffé après avoir été éclairé.

## Préparation
Pour préparer un échantillon de tantalate de lutécium, des poudres d'oxydes de tantale et de lutécium (Lu2O3 et Ta2O5) sont mélangées et recuites à une température supérieure à 1200 °C pendant plusieurs heures. Pour préparer un phosphore, une petite quantité d'un matériau approprié, tel que l'oxyde d'une autre terre rare, est ajoutée au mélange avant le recuit. Après refroidissement, le produit est mélangé à de l'eau, lavé, filtré et séché, fournissant une poudre blanche constituée de particules micrométriques de LuTaO4.